# Îles Cook aux Jeux olympiques d'été de 1996
Les Îles Cook participent aux Jeux olympiques d'été de 1996 à Atlanta. Il s'agit de leur 3e participation à des Jeux d'été.

## Délégation

### Athlétisme
Hommes
- Mark Sherwin

### Voile
- Turla Vogel

### Haltérophilie
- Sam Nunuku Pera